# Богослов, Иван Ефремович
Ива́н Ефре́мович Богосло́в (11 сентября 1898 — 15 февраля 1976) — советский военный лётчик и военачальник. Участник Гражданской и Великой Отечественной войн. Генерал-майор авиации.

## Биография
Родился в 1898 году в Белоруссии в селе Долгий Мох Чаусского уезда в крестьянской семье. По национальности — белорус. Получил образование: общее — среднее, военное — высшее. В старой армии служил мотористом в авиационной части. В Красной армии — со дня её существования, был мотористом в авиационных частях. С 1920 года — член ВКП(б), исключён из неё в связи с арестом в 1938 г.
После Гражданской войны окончил военную школу лётчиков. До 1925 года служил лётчиком во 2-й истребительной авиаэскадрилье. С мая 1925 по май 1926 года — старший лётчик 3-й истребительной авиаэскадрильи в городе Киеве. Воевал с басмачами в Средней Азии. Затем командовал эскадрильей. За успехи в боевой подготовке награждён тремя орденами (союзными — Красного Знамени и Красной Звезды, а также орденом Трудового Красного Знамени Таджикской ССР). С 1932 года — начальник 7-й Сталинградской военно-авиационной школы им. Сталинградского Краснознамённого пролетариата.
26 января—10 февраля 1934 года делегат XVII съезда ВКП(б).
В 1935 году поступил, а 1936 году окончил оперативный факультет Военно-воздушной академии имени профессора Н. Е. Жуковского. С 25 февраля 1937 года возглавлял 2-ю Краснознамённую военную школу лётчиков имени Осоавиахима в Борисоглебске. В ночь с 18 на 19 марта 1938 года в Москве, где Иван Ефремович находился на сборах начальников авиашкол (училищ), был арестован и переведён в тюрьму города Воронежа (Борисоглебск был районным центром Воронежской области). Как в Москве, так и в Воронеже Богослов подвергался усиленным допросам. Спустя четыре месяца его из Воронежа перевели в Сталинградскую тюрьму. Через 2 года и 2 месяца был оправдан как невиновный. Восстановлен на службе в РККА. Получил назначение в Таганрог, но через 3 месяца получил новое назначение — начальником Чугуевской военно-лётной школы.
В 1941 году вместе с училищем был эвакуирован в город Чимкент (на тот момент город находился в составе Южно-Казахстанской области, ныне — Казахстан). В 1942 году Иван Ефремович был переведён начальником училища в Черногорку Хакасской области, а в 1943 году получил назначение заместителем командующего авиации в Новосибирский округ.
В 1945 году генерал-майор авиации Богослов переведён в Иркутск командующим авиации округа. В 1950 году получил назначение заместителем командующего авиации округа в Прибалтийский военный округ. В 1952 году был переведён заведующим военной кафедры в Куйбышевский авиационный институт. В 1954 году по состоянию здоровья ушёл в отставку. Умер в 15 февраля 1976 года и похорен в Куйбышеве, ныне Самара.

## Семья
- Имел брата — Алексея, штабс-капитана Российской императорской армии, арестованного в 1937 году по обвинению в шпионаже в пользу польской разведки[1].
- По состоянию на 1939 г. имел четырёх детей, старшему из которых было пятнадцать, а младшей дочери Сталине — два года[1].

## Воинские звания
- комбриг
- генерал-майора авиации — 26 октября 1944 года.

## Награды
- Орден Ленина
- Орден Красного Знамени
- Орден Красного Знамени
- Орден Трудового Красного Знамени Таджикской ССР
- Орден Отечественной войны 1 степени
- Орден Красной Звезды
- Медаль За победу над Германией в Великой Отечественной войне 1941—1945 гг.
- Медаль 20 лет РККА
- Медаль Двадцать лет победы в Великой Отечественной войне 1941—1945 гг.